# (719) Альберт
(719) Альберт (нем. Albert) — околоземный астероид из группы Амура (III), который принадлежит к светлому спектральному классу S. Он был открыт 3 октября 1911 года австрийским астрономом Иоганном Пализа в Венской обсерватории и назван в честь австро-венгерского банкира Альберта Саломона фон Ротшильда, одного из представителей семейства Ротшильдов.

Орбита астероида Альберт и его положение в Солнечной системе
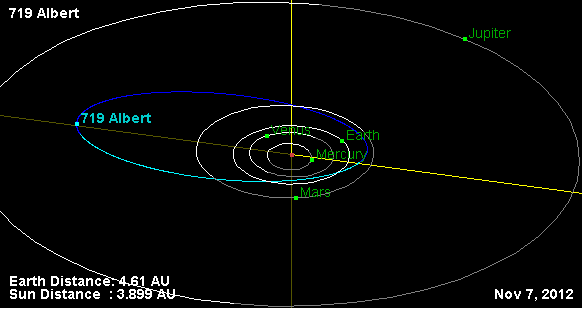
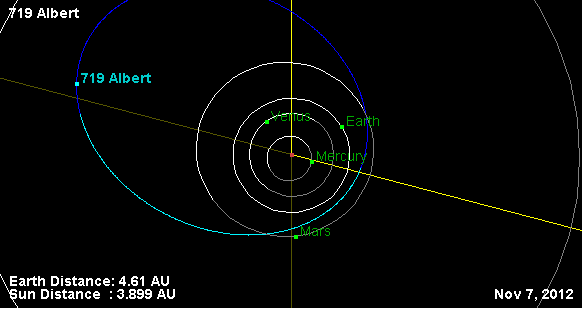

(719) Альберт стал вторым после (433) Эроса открытым астероидом, входящим в группу Амура.

## Открытие
Из-за допущенных при вычислении орбиты погрешностей астероид вскоре после открытия был потерян и вновь был обнаружен лишь в 2000 году американским астрономом Джеффри Ларсеном в рамках программы по поиску астероидов Spacewatch. По состоянию каталога малых планет на 2000 год (719) Альберт стал последним «потерянным астероидом», который на тот момент имел свой порядковый номер в каталоге. Другой известный на тот момент «потерянный астероид» — (69230) Гермес — получил свой номер лишь в 2003 году, а предыдущий — (878) Милдред — был заново открыт ещё в 1991 году.
То, что обнаружен уже открытый ранее астероид, стало ясно далеко не сразу. Сначала, согласно принятым правилам, ему было присвоено временное обозначение, получаемое всяким астероидом сразу же после его обнаружения. Поэтому, как и многие другие астероиды, (719) Альберт имеет ещё одно временно обозначение — 2000 JW8. И лишь позднее, когда была рассчитана его орбита, обнаружилось, что координаты одной из точек, через которую она проходит, совпадают с координатами точки, в которой ранее уже был открыт один из астероидов. Таким образом, данный объект был идентифицирован с ранее открытым астероидом (719) Альберт как одно и то же тело. С использованием более точных орбитальных параметров был рассчитан период вращения астероида, составивший 4,26 года, против 4,1 года, рассчитанным в 1911 году, что и стало причиной потери данного тела на 89 лет. Причиной, из-за которой возникали подобные ситуации, являлось то, что астероиды в то время получали порядковые номера прежде, чем определялись их орбитальные параметры.

## Физические характеристики
Большая часть информации об астероиде была получена после его повторного открытия, во время его сближений с Землёй. Одно из них состоялось в 2001 году, в течение которого астрономам удалось наблюдать астероид под различными фазовыми углами. Период обращения астероида был оценён в 5,801 часа, а его диаметр при альбедо 0,12-0,15 составит 2,4-2,8 км. Другие наблюдения, сделанные в октябре 2001 года на Телескопе Хейла, позволили говорить о нём как об астероиде, принадлежащему к классу S.